# Jericó
Jericó este un oraș în Paraíba (PB), Brazilia.